# Schleswiger Kreisbahn T3 und T4
Die Benzoltriebwagen Schleswiger Kreisbahn T3 und T4 wurden 1926 von den Deutschen Werken in Kiel gebaut. Sie wurden durch die Schleswiger Kreisbahn beschafft und waren für die Rationalisierung des Verkehrs gedacht.
Am längsten im Betrieb hielt sich der T4, der nach 1962 umfangreich umgebaut wurde. 1973 wurde der Wagen abgestellt und 1980 verschrottet.

## Geschichte
Von dieser Art Triebwagen entstanden bei den DWK eine ganze Reihe schmalspuriger und normalspuriger Fahrzeuge. Ihre Bauartmerkmale waren:
- einmotorige Maschinenanlage
- Ganzstahlwagenkasten mit trapezförmigen Wagenenden
- Drehgestellbauweise
- Dachkühlanlage.

Die Fahrzeuge waren nach zwei AEG-Benzoltriebwagen, die hauptsächlich auf der Strecke von Schleswig nach Satrup eingesetzt wurden, die zweite Lieferung und sollten vorrangig für den Langlauf Friedrichstadt–Kappeln verwendet werden. Ein kurzes Betriebsleben besaß der T3. Nach einem Brand wurde 1933 die Maschinenanlage ausgebaut. Als Beiwagen verkehrte er bis in die 1950er Jahre. Danach wurde er als Rottenunterkunft verwendet.
Der T4 legte bis 1934 oftmals mit einem Personenwagen als Verstärkung insgesamt 325.000 Kilometer zurück. Nach 1949 wurde der Triebwagen modernisiert und erhielt dabei eine Maschinenanlage mit einem Dieselmotor von MAN. 1962 wurde er nochmals umgebaut und mit zwei Holmag-Dieselmotoren ausgerüstet.
Der Triebwagen verkehrte bis 1973. Danach wurde abgestellt und zum Verkauf angeboten. Als kein Verkauf zustande kam, wurde er 1980 in Hamburg verschrottet.

## Konstruktive Merkmale
In der Ursprungsausführung galten beide Fahrzeuge als DWK Bauart V, hatten jedoch einige Abweichungen. Beim T3 wurde das Gewicht als zu gering angesetzt, die Achsfolge wurde als 2’B’ statt der sonst bei DWK üblichen (1A) (A1) angegeben.
Der Wagenkasten war in Ganzstahlbauweise als Nietkonstruktion hergestellt und hatte die typische Kopfform der Wagen von DWK. Er entstand anhand der Vorschriften des Eisenbahnzentralamtes aus Stahlblech geschweißt und vernietet. Das Gerippe bestand aus Stahlträgern, das Dach aus verzinktem Blech. Der Innenraum wurde mit einem isolierten Hohlraum mit Sperrholz verkleidet. Die Fenster waren rechteckig ausgeführt und hatten ein Oberlicht. Der untere Teil konnte herabgelassen werden. Die Sitze waren in Holzklasse ausgeführt. Das Fassungsvermögen des Wagens betrug etwa 110 Personen. Dem Abteil schlossen sich die Einstiegsräume mit den Führerständen an. Zur Innenausstattung gehörten je zwei Lüfter pro Sitzabteil, Gepäcknetze und Sonnenschutz.
1962 wurde der Wagenkasten umgestaltet und der Form der MAN-Schienenbusse angeglichen. Die Außenwände wurden durch zusätzliche Stahlplatten verstärkt, dadurch erhöhte sich das Gesamtgewicht auf 40 Tonnen. Äußerlich wiesen nur noch die DWK-üblichen Dachlüfter auf die ursprüngliche Bauart hin. Der Innenraum wurde umgebaut, dabei erhielten die Fenster eine untere Festverglasung mit klappbarem Oberlicht. Dazu kamen bequemere Sitze und eine Beleuchtung mit Leuchtstofflampen.
Die benzol-mechanische Maschinenanlage war in einem Maschinentragrahmen gelagert, der in den Pfannen des Drehgestellrahmens aufsaß. Dadurch konnte eine einseitige Belastung eines Drehgestelles vermieden werden, es ergab sich eine günstige Belastung der inneren Antriebsachsen. Die gesamte Antriebsanlage war nach unten herablaßbar. Die Motoren gaben ihr Drehmoment an ein mechanisches Viergang-Getriebe der Bauart TAG weiter, welches pneumatisch geschaltet wurde. Die Kupplung wurde mit dem Fuß bedient. Die Kraftübertragung auf die Antriebsachsen erfolgte mit Gelenkwellen.
1949 wurde die Antriebsanlage umgebaut. Anstelle des Benzolmotors erhielt der Wagen einen Sechszylinder-Viertakt-Dieselmotor von MAN mit einer Leistung von 220 PS mit der gleichen Achsfolge von 2’B’. Ende 1962 beschaffte die Gesellschaft zwei Holmag-Dieselmotoren von je 138 PS, sodass der Triebwagen danach eine Zweimaschinenanlage besaß.
Auf dem Dach befanden sich mehrere Lamellenkühler für die Wasserkühlung sowie die beiden Brennstoffbehälter. Die Beheizung des Fahrgastraumes erfolgte durch das Motorkühlwasser. Die Zuführung des Brennstoffes zum Vergaser erfolgte über geschützte Rohrleitungen durch das natürliche Gefälle. Die Beleuchtung des Wageninneren sowie der Scheinwerfer wurde durch zwei Lichtmaschinen sichergestellt. Zudem waren zwei Batterien von je 100 Ah vorhanden. Batterien und Lichtmaschinen konnten bei Bedarf abwechselnd in Betrieb genommen werden.